# Hemitelestus
Hemitelestus is een geslacht van kevers uit de familie van de loopkevers (Carabidae). De wetenschappelijke naam van het geslacht is voor het eerst geldig gepubliceerd in 1895 door Alluaud.

## Soorten
Het geslacht Hemitelestus omvat de volgende soorten:
- Hemitelestus hova Alluaud, 1897
- Hemitelestus interruptus (Brulle, 1835)